# Cartas a Julieta
Letters to Juliet (en español: Cartas a Julieta) es una película romántica estadounidense protagonizada por Amanda Seyfried, Vanessa Redgrave, Christopher Egan, Gael García Bernal y Franco Nero. El director es Gary Winick. Se estrenó en Estados Unidos y en otros países el 14 de mayo de 2010.

## Sinopsis
Sophie (Amanda Seyfried) es una joven estadounidense 
que trabaja para The New Yorker como una verificadora de hechos. Para ponerle un poco de emoción a su vida, decide ir a un viaje con su novio chef, Victor (Gael García Bernal), a Verona, Italia. Sin embargo, el adicto al trabajo Victor no se ve interesado en el romanticismo de Italia y utiliza su tiempo investigando para el restaurante que él está por abrir, ignorando así a Sophie. Ella, por su parte, decide aprovechar aquel tiempo para pasear y conocer Verona, y descubre un pasadizo que lleva a un patio en el cual miles de mujeres de distintas partes del mundo, le escriben "cartas a Julieta" sobre su vida amorosa. Sophie descubre por casualidad una de ellas que aún no ha sido respondida, escrita por Claire Smith en 1957, uno de los miles de mensajes dejados en el patio de la amante ficticia de Verona, que normalmente son respondidas por las "secretarias de Julieta". Ella responde la carta y luego, la ahora anciana Claire (Vanessa Redgrave), llega a Verona con su guapo nieto Charlie (Christopher Egan), que trabaja por los derechos humanos.
Claire y Sophie adquieren un vínculo instantáneo entre sí con Charlie que está comportándose muy bruscamente con Sophie, mientras que ella es muy sarcástica con él. Por otro lado, Claire sigue buscando redescubrir su amor perdido hace mucho tiempo, Lorenzo Bartolini (Franco Nero). Sophie, pensando en que la historia de Claire podría ayudarla con su carrera de escritora, decide ayudarla en su búsqueda. Lo que sucede después es una historia de giros y vueltas románticas. Se enteran de que hay múltiples Lorenzos Bartollini y deben averiguar cuál es el verdadero amor de Claire. Después de muchos días de buscar al indicado, se encuentran con que uno de los Lorenzos Bartollini está muerto. Charlie le echa la culpa a Sophie por la tristeza de su abuela y la acusa de no saber lo que es una pérdida real, y esto provoca un malestar a Sophie, por lo cual se aleja. Claire, al ver la pequeña disputa, le dice a Charlie que se había equivocado, ya que la madre de Sophie la había abandonado cuando era una niña. Al día siguiente, Claire insiste en que Charlie se disculpe con Sophie en el desayuno, y lo hace. Después de la cena, Sophie sale con Charlie y le habla sobre el amor; y luego los dos comparten un beso. A la mañana siguiente, es el último día de búsqueda del amor perdido de Claire. En un capricho, Claire le señala un viñedo a Charlie y le pregunta si podría parar allí para que los tres pudieran tomar una copa de despedida para Sophie. Mientras Charlie conduce por el camino, Claire ve a un hombre joven que se ve exactamente igual a su Lorenzo. Ella le grita a Charlie para detenerse, y él lo hace. Ellos descubren que el hombre es el nieto de Lorenzo Bartollini. Claire y Lorenzo se reúnen después de cincuenta largos años.
De vuelta en Nueva York, Sophie rompe con Victor, antes de regresar a Verona para asistir a boda de Claire y Lorenzo. Se encuentra a Charlie allí con otra mujer, Patricia (de quien le había hablado anteriormente), y ella sale corriendo. Charlie la sigue y llega a encontrarla bajo el clásico balcón, y ella le confiesa que lo ama, pero le dice que vaya de regreso. Por su parte, Charlie le dice a Sophie que aquella mujer no es su exnovia Patricia, sino que es su prima, que lleva el mismo nombre. Él también le dice que la ama y que quiere estar con ella. Sube con Sophie al balcón, desde donde cae accidentalmente. Cuando ella baja, se besan mientras él está tumbado en el suelo. Después todos los invitados de la boda se dirigen hasta ellos.

## Elenco
- Amanda Seyfried como Sophie Hall.
- Chris Egan como Charlie Wyman.
- Vanessa Redgrave como Claire Smith-Wyman.
- Franco Nero como Lorenzo Bartolini.
- Gael García Bernal como Victor.
- Lidia Biondi como Donatella.
- Daniel Baldock como Lorenzo.
- Milena Vukotic como Jane.
- Luisa Ranieri como Isabella.
- Marina Massironi como Francesca.
- Milena Vukotic como Maria.
- Oliver Platt como Bobby.
- Ashley Lilley como Patricia.
- Luisa De Santis como Angelina (madre de Isabella).